# Neoxenillus scopulus
Neoxenillus scopulus är en kvalsterart som beskrevs av K. Fujikawa 2004. Neoxenillus scopulus ingår i släktet Neoxenillus och familjen Xenillidae. Inga underarter finns listade i Catalogue of Life.